# Platerów (Białoruś)
Platerów (biał. Плетарова) – chutor na Białorusi, w obwodzie witebskim, w rejonie brasławskim, w sielsowiecie Widze.
W Skorowidzach z 1924 i 1933 występuje pod nazwą Platerowo.

## Historia
W czasach zaborów w granicach Imperium Rosyjskiego.
W dwudziestoleciu międzywojennym ówczesna osada fabryczna leżała w Polsce, w województwie nowogródzkim (od 1926 w województwie wileńskim), w powiecie dziśnieńskim (od 1926 w powiecie brasławskim), w gminie Bohiń.
Według Powszechnego Spisu Ludności z 1921 roku osadę zamieszkiwało 217 osób, 147 było wyznania rzymskokatolickiego, 53 prawosławnego, 6 staroobrzędowego a 11 mojżeszowego. Jednocześnie wszyscy mieszkańcy zadeklarowali polską przynależność narodową. Było tu 40 budynków mieszkalnych. W 1931 w 15 domach zamieszkiwało 347 osób.
Wierni należeli do parafii rzymskokatolickiej w Wasiewiczach i prawosławnej w Kozianach. Miejscowość podlegała pod Sąd Grodzki w Opsie i Okręgowy w Wilnie; właściwy urząd pocztowy mieścił się w Bohiniu.
Na przełomie XIX i XX wieku mieszkała tu z mężem Helena Mniszkówna. Tu powstał pomysł jej najsłynniejszej powieści:Trędowata.